# Alastair Martin
Alastair Bradley Martin, ameriški tenisač, * 11. marec 1915, New York, ZDA, † 12. januar 2010.
Alastair Martin se je na turnirjih za Nacionalno prvenstvo ZDA najdlje uvrstil v tretji krog leta 1948, na turnirjih za pa leta Prvenstvo Anglije v edinem nastopu v prvi krog. Med letoma 1967 in 1968 je bil podpredsednik Teniške zveze ZDA, med letoma 1969 in 1970 pa njen predsednik. Leta 1973 je bil sprejet v Mednarodni teniški hram slavnih kot graditelj tenisa.